# SpaceX Crew-2
SpaceX Crew-2 (também conhecido como Crew-2) é o terceiro voo tripulado de uma nave Crew Dragon. A missão foi lançada em 23 de abril de 2021 às 09:49:02 UTC e amerissou no dia 09 de novembro de 2021 às 03:33:07 UTC.
A missão Crew-2 transportou quatro membros para a Estação Espacial Internacional.
A Crew-2 usou a mesma cápsula da missão Demo-2 (de nome Endeavor) e usou o mesmo foguete da missão Crew-1.

## Tripulação
Em 28 de julho de 2020, a JAXA, ESA e NASA confirmaram suas indicações de astronautas a bordo desta missão.
| Posição                  | Astronauta       |
| ------------------------ | ---------------- |
| Comandante da espaçonave | Robert Kimbrough |
| Piloto                   | Megan McArthur   |
| Especialista de missão 1 | Akihiko Hoshide  |
| Especialista de missão 2 | Thomas Pesquet   |

O astronauta alemão Matthias Maurer foi anunciado como reserva para Pesquet. Já o astronauta japonês Satoshi Furukawa foi treinado como reserva de Hoshide.

### Suplente
| Posição                  | Astronauta       |
| ------------------------ | ---------------- |
| Especialista de missão 1 | Satoshi Furukawa |
| Especialista de missão 2 | Matthias Maurer  |

## Missão
A segunda missão operacional da SpaceX no Programa de Tripulação Comercial foi lançada em 23 de abril de 2021. O Crew Dragon Endeavor (C206) será acoplado ao International Docking Adapter (IDA) no módulo Harmony. Esta missão é a primeira a lançar astronautas com um foguete reutilizado.
Todos os astronautas já realizaram viagens espaciais, apesar desta ser a primeira vez que Megan McArthur visita a EEI (seu primeiro voo no espaço foi em uma missão no ônibus espacial para manutenção no Telescópio Hubble). Ao lado de outros três astronautas, Megan McArthur sentou no mesmo assento que seu marido, Bob Behnken, utilizou na missão SpaceX Demo-2, a primeira missão da cápsula Endeavor. Kimbrough realizou sua terceira ida ao espaço nessa missão. Akihiko Hoshide serviu como o segundo comandante japonês da ISS durante sua estadia. Esta é a segunda missão de Thomas Pesquet à Estação Espacial Internacional e se chamou Alpha, em homenagem à Alpha Centauri, o sistema estelar mais próximo da Terra, seguindo a tradição francesa de nomear as missões espaciais com estrelas ou constelações.

## Adição do Braço Robótico Europeu à EEI
A missão SpaceX Crew-2 chegou na Estação Espacial Internacional em 24 de abril de 2021, bem antes do lançamento e chegada do módulo Nauka, que foi lançado em um veículo Proton-M em 15 de julho de 2021, carregando uma porção do Braço Robótico Europeu (ERA). Os astronautas da Expedição 65 monitoraram a instalação do Nauka e do ERA na EEI.

## Retorno
Devido a atrasos no lançamento da Crew-3 causados pelo clima, a NASA considerou trazer a tripulação da Crew-2 antes do lançmento da Crew-3, assim sendo a primeira transferência indireta da Crew Dragon na ISS. A NASA decidiu pousar a Crew-2 antes de lançar a Crew-3. A Dragon desacoplou as 19:05 UTC do dia 8 de novembro e amerissou as 03:33 UTC do dia 9 de novembro de 2021.